# Élections législatives rwandaises de 1961
Les élections législatives rwandaises de 1961 se déroulent le 25 septembre 1961 au Rwanda,  alors l'une des deux entités du Ruanda-Urundi belge, afin de pourvoir les 40 sièges de l'Assemblée législative. Un référendum sur le maintien de la monarchie a lieu simultanément.
Organisées pour la première fois au suffrage universel direct, il s'agit des dernières législatives organisée sous la tutelle belge avant l'indépendance du pays le 1er juillet de l'année suivante, ainsi que les dernières à avoir lieu de manière libre sous le multipartisme jusqu'en 2003, le Rwanda devenant quelques années après l'indépendance un régime à parti unique dirigé par le président Grégoire Kayibanda.

## Résultats
|                           |                                                              |           |       |        |  |  |  |  |  |
| Partis                    | Partis                                                       | Votes     | %     | Sièges |  |  |  |  |  |
|                           | Parti du mouvement de l'émancipation hutu (Parmehutu)        | 974 329   | 77,58 | 35     |  |  |  |  |  |
|                           | Union nationale rwandaise (UNAR)                             | 211 929   | 16,87 | 7      |  |  |  |  |  |
|                           | Association pour la promotion sociale de la masse (Aprosoma) | 45 740    | 3,56  | 2      |  |  |  |  |  |
|                           | Rallye démocratique rwandais                                 | 4 172     | 0,33  | 0      |  |  |  |  |  |
|                           | Autres partis                                                | 20 636    | 1,64  | 0      |  |  |  |  |  |
|                           |                                                              |           |       |        |  |  |  |  |  |
| Suffrages exprimés        | Suffrages exprimés                                           | 1 255 896 | 98,26 |        |  |  |  |  |  |
| Votes blancs et invalides | Votes blancs et invalides                                    | 22 248    | 1,74  |        |  |  |  |  |  |
| Total                     | Total                                                        | 1 278 144 | 100   | 44     |  |  |  |  |  |
| Abstentions               | Abstentions                                                  | 58 952    | 4,41  |        |  |  |  |  |  |
| Inscrits / participation  | Inscrits / participation                                     | 1 337 096 | 95,59 |        |  |  |  |  |  |